# Sopubia trifida
Sopubia trifida là loài thực vật có hoa thuộc họ Cỏ chổi. Loài này được Buch.-Ham. ex D. Don miêu tả khoa học đầu tiên năm 1825.